# Козловський Микола Степанович
Козловський Микола Степанович (2 лютого 1925, с.Блювиничі Берестейського повіту — 20 листопада 2006) — український громадський діяч.

## Біографія
Батько Степан Козел, мати Софія з Круковських.
У 1956 році змінив родове прізвище Козел на Козловський.

### Професійна діяльність
В 1942 році почав навчатись в Українській технічній школі Берестя. У 1947 році закінчив Брест-Литовський технікум залізничного транспорту. Вищу освіту здобув з 1954 по 1957 рік в Ленінградському інституті інженерів залізничного транспорту.
Інженер-будівельник за освітою. Працював старшим виконробом в трест «Севзаптрансстрой», виконробом 8-го будівельного тресту міста Берестя, головним інженером Пересувної механізованої колони тресту «Белсельхозтехника», начальником Виробничо-технічного відділу тресту «Брестсовхозстрой».

### БудительБерестейщини
8 листопада 1987 року написав Генеральному секретарю Михайлові Горбачову, у Верховні Ради союзних республік і депутатові від своєї округи у Верховній Раді СРСР Відкритий лист в справі збереження культури автохтонного населення Берестейщини.
Ініціатор створення і голова Українського громадсько-культурного об'єднання Берестейської області (1989–1999 роки). Учасник перших трьох Всесвітніх Форумів українців.

### Видавнича діяльність
- З 1991 до 1997 року редактор газети «Голос Берестейщини».
- Упорядник збірника сучасних народних пісень та приказок Берестейщини «Там за гаєм, гаєм» (2000).
- Автор брошури «Українське відродження на Берестейщині у 80-90-х роках XX століття: Спогади» (2006).

За його сприянням були видані «Словник Берестейщини» Володимира Леонюка (1996) та друге видання «Наше Полісся» Федора Одрача (2002).